# Carl G. Gahmberg
Carl Gustav Gahmberg (* 1. Dezember 1942 in Helsinki) ist ein finnischer Biochemiker und Zellbiologe.

## Leben und Wirken
Gahmberg studierte Medizin an der Universität Helsinki. Nach seiner Promotion 1971 auf dem Gebiet der Biochemie war er bis 1974 Postdoktorand an der University of Washington. Anschließend war er Dozent für Zellbiologie an der Universität Helsinki, wo er ab 1981 bis zu seiner Emeritierung Professor für Biochemie war. Zusätzlich hatte er von 1986 bis 1991 eine Forschungsprofessur an der staatlich finanzierten Akademie von Finnland.
Carl Gahmberg beschäftigt sich seit Anfang der 1970er Jahre mit der Erforschung von Membranproteinen und speziell der Transmembranproteine, zu denen wiederum die Integrine gehören. Mit seinen Mitarbeitern hat er neue Methoden zur Analyse von Zelloberflächenproteinen entwickelt und wichtige Zelladhäsionsmoleküle wie Fibronektin, Leukozytenintegrine und deren interzelluläre Zelladhäsionsmoleküle (engl. intercellular adhesion molecules, ICAMs), wie 1987 das Interzelluläre Zelladhäsionsmolekül 1 (ICAM-1) entdeckt und charakterisiert.
Gegenwärtig hat  seine Forschungsgruppe folgende Schwerpunkte: Regulierung der Integrinaktivität durch Phosphorylierung; die Rolle von Integrinen und des interzellulären Zelladhäsionsmoleküls ICAM-5 im zentralen Nervensystem; Wirkung von Hypoxie auf normale und maligne Leukozyten.
Seine wissenschaftlichen Veröffentlichungen wurden international stark beachtet und zitiert. Sein h-Index ist aktuell 64.
Gahmberg erhielt zahlreiche nationale und internationale Auszeichnungen. Bereits für seine Dissertation erhielt er den nach Gustaf Komppa benannten Preis für die beste in Finnland im Jahr 1971 auf dem Gebiet der Chemie publizierte Dissertation. 2009 wurde er in Frankreich mit dem Ordre des Palmes Académiques (Chevalier) geehrt. Er ist Mitglied der Finnischen Akademie der Wissenschaften und der Finnischen Wissenschaftlichen Gesellschaft, deren Sekretär er seit 1992 ist. Er ist seit 1989 ordentliches Mitglied der Academia Europaea sowie auswärtiges Mitglied der Königlich Schwedischen Akademie der Wissenschaften (2007) und der Königlichen Wissenschafts- und Literaturgesellschaft in Göteborg (2008). Seit 1980 ist er gewähltes Mitglied der European Molecular Biology Organization (EMBO).
2016 war er Mitglied der vom Karolinska-Institut eingesetzten unabhängigen Kommission, die die verfälschten Veröffentlichungen von Paolo Macchiarini untersuchte.